# Амми
Амми (лат. Ammi) — небольшой род двулетних травянистых растений семейства Зонтичные (Apiaceae).
Научное название рода встречается у Диоскорида, и происходит, по-видимому, от др.-греч. ἄμμος — песок, по месту произрастания.
Представители рода произрастают в Средиземноморье и иногда культивируются в других регионах.

## Ботаническое описание
Листья дважды-трижды перистые, с линейными или линейно-нитевидными долями последнего порядка и с перисто-рассечёнными листочками обёртки.
Цветки обоеполые; чашечные зубцы очень мелкие, но заметные. Лепестки белые, краевые увеличенные, обратно-сердцевидные или глубоко двулопастные с неодинаковыми по величине дольками, при основании сразу суженные в короткий ноготок.
Плод широкояйцевидный, слегка сжатый с боков, на спайке суженный, голый и гладкий. Полуплодики с нитевидными рёбрами, на поперечном сечении округло-пятиугольные. Белок на поперечном разрезе полукруглый, на спайке почти плоский.

## Химический состав
Различные виды рода содержат:
- кумарины
- фурокумарины
- хромоны
- флавоноиды

## Классификация

### Виды
По информации базы данных The Plant List, род включает 6 видов:
- Ammi crinitum Guss.
- Ammi huntii H.C.Watson
- Ammi majus L. — Амми большая
- Ammi topalii Beauverd
- Ammi trifoliatum (H.C.Watson) Trel.
- Ammi visnaga (L.) Lam. — Амми зубная

### Таксономия
Род Амми входит в семейство Зонтичные (Apiaceae) порядка Зонтикоцветные (Apiales).
|  |                                      |  |                                                             |                                                             |                     |  | ещё 8 семейств (согласно Системе APG II) |                     |                     |                 |
|  |                                      |  |                                                             |                                                             |                     |  |                                          |                     |                     | от 3 до 6 видов |
|  |                                      |  |                                                             | порядок Зонтикоцветные                                      |                     |  |                                          |                     | род Амми            |                 |
|  |                                      |  |                                                             | порядок Зонтикоцветные                                      |                     |  |                                          |                     | род Амми            |                 |
|  | отдел Цветковые, или Покрытосеменные |  |                                                             |                                                             | семейство Зонтичные |  |                                          |                     |                     |                 |
|  | отдел Цветковые, или Покрытосеменные |  |                                                             |                                                             |                     |  |                                          |                     |                     |                 |
|  |                                      |  | ещё 44 порядка цветковых растений (согласно Системе APG II) | ещё 44 порядка цветковых растений (согласно Системе APG II) |                     |  |                                          | еще более 300 родов | еще более 300 родов |                 |
|  |                                      |  |                                                             | ещё 44 порядка цветковых растений (согласно Системе APG II) |                     |  |                                          |                     | еще более 300 родов |                 |